# Policía del Capitolio de los Estados Unidos

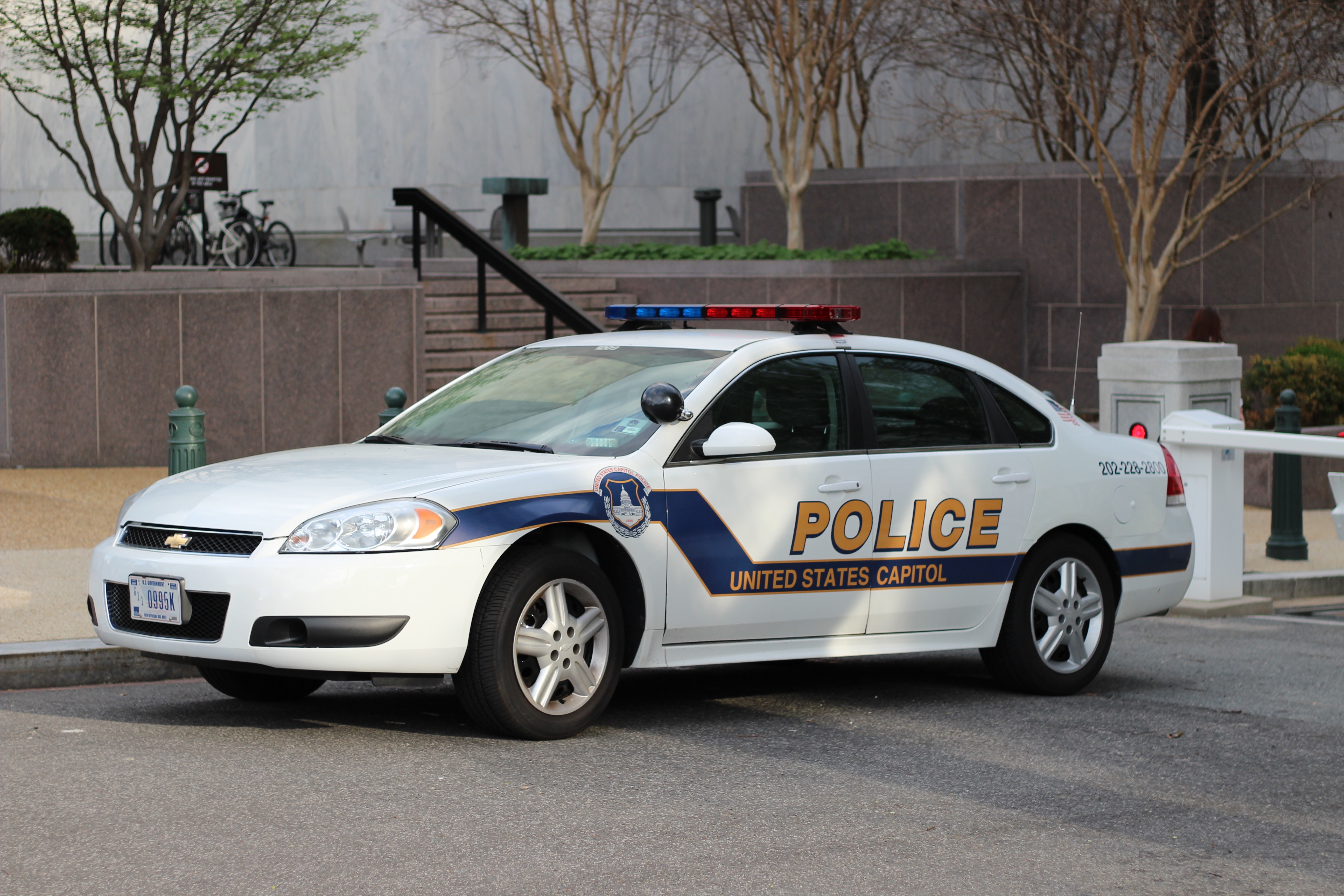
Chevrolet Impala, 2015

La Policía del Capitolio de los Estados Unidos (por sus siglas en inglés, USCP) es una fuerza de seguridad encargada de la protección del Congreso de los Estados Unidos dentro del Distrito de Columbia y en los Estados Unidos y sus territorios. Responde al Congreso, no al Presidente de los Estados Unidos, y es la única agencia federal de aplicación de la ley de servicio completo responsable ante la rama legislativa del Gobierno Federal de los Estados Unidos.
La Policía del Capitolio de los Estados Unidos tiene la responsabilidad principal de proteger la vida y la propiedad; prevenir, detectar e investigar actos delictivos; y hacer cumplir las normas de tráfico en un gran complejo de edificios, parques y vías públicas del Congreso. La Policía del Capitolio tiene jurisdicción exclusiva dentro de todos los edificios y terrenos del complejo del Capitolio de los Estados Unidos, así como de la Biblioteca del Congreso . También tiene jurisdicción concurrente con otras agencias de aplicación de la ley, incluida la Policía de Parques de los Estados Unidos y el Departamento de Policía Metropolitana del Distrito de Columbia, en un área de aproximadamente 200 cuadras alrededor del complejo. Los oficiales también tienen jurisdicción en todo el Distrito de Columbia para tomar medidas de cumplimiento cuando observan o se enteran de delitos de violencia mientras están en funciones oficiales. Además, están a cargo de la protección de los miembros del Congreso, los funcionarios del Congreso y sus familias en todo Estados Unidos, sus territorios y posesiones, y en el Distrito de Columbia. Mientras está realizando tales funciones de protección, la Policía del Capitolio cuenta con jurisdicción legal en todo Estados Unidos.

## Historia
La historia de la Policía del Capitolio de los Estados Unidos se remonta a 1801 cuando el Congreso se trasladó desde la ciudad de Filadelfia al Edificio del Capitolio recién construido en Washington D. C. En ese momento, el Congreso nombró un vigilante para proteger el edificio y la propiedad del Congreso.
La policía fue creada formalmente por el Congreso en 1828 tras el asalto a un hijo de John Quincy Adams en la rotonda del Capitolio. La Policía del Capitolio de los Estados Unidos tenía como deber original proporcionar seguridad al Capitolio.
Su misión se ha ampliado para proporcionar a la comunidad del Congreso y sus visitantes una variedad de servicios de seguridad. Estos servicios se brindan mediante el uso de una variedad de unidades de apoyo especializadas, una red de patrullas a pie y vehicular, puestos fijos, un Equipo de Contención y Respuesta de Emergencia (CERT) de tiempo completo, K-9, una División de Respuesta Móvil / Patrulla y Secciones de Dispositivos y Materiales Peligrosos de tiempo completo.
La Policía de la Biblioteca del Congreso se fusionó con la fuerza en 2009.

## Estructura de rangos e insignias
| Título                                   | Insignias |
| ---------------------------------------- | --------- |
| Jefe de Policía                          |           |
| Subjefe de Policía / Jefe de Operaciones |           |
| Subjefe                                  |           |
| Inspector                                |           |
| Capitán                                  |           |
| Teniente                                 |           |
| Sargento                                 |           |
| Detective                                |           |
| Técnico                                  |           |
| Privado de Primera Clase                 |           |
| Privado con Entrenamiento                |           |
| Privado                                  |           |